# Hypomecis punctinalis
Hypomecis punctinalis là một loài bướm đêm thuộc họ Geometridae. Loài này được tìm thấy ở châu Âu.
Sải cánh dài 46–55 mm. Chiều dài cánh trước là 22–26 mm. Con trưởng thành bay làm một đợt from the end of tháng 4 đến tháng 7.
Ấu trùng ăn nhiều loài cây khác nhau bao gồm sồi và bạch dương.

## Hình ảnh

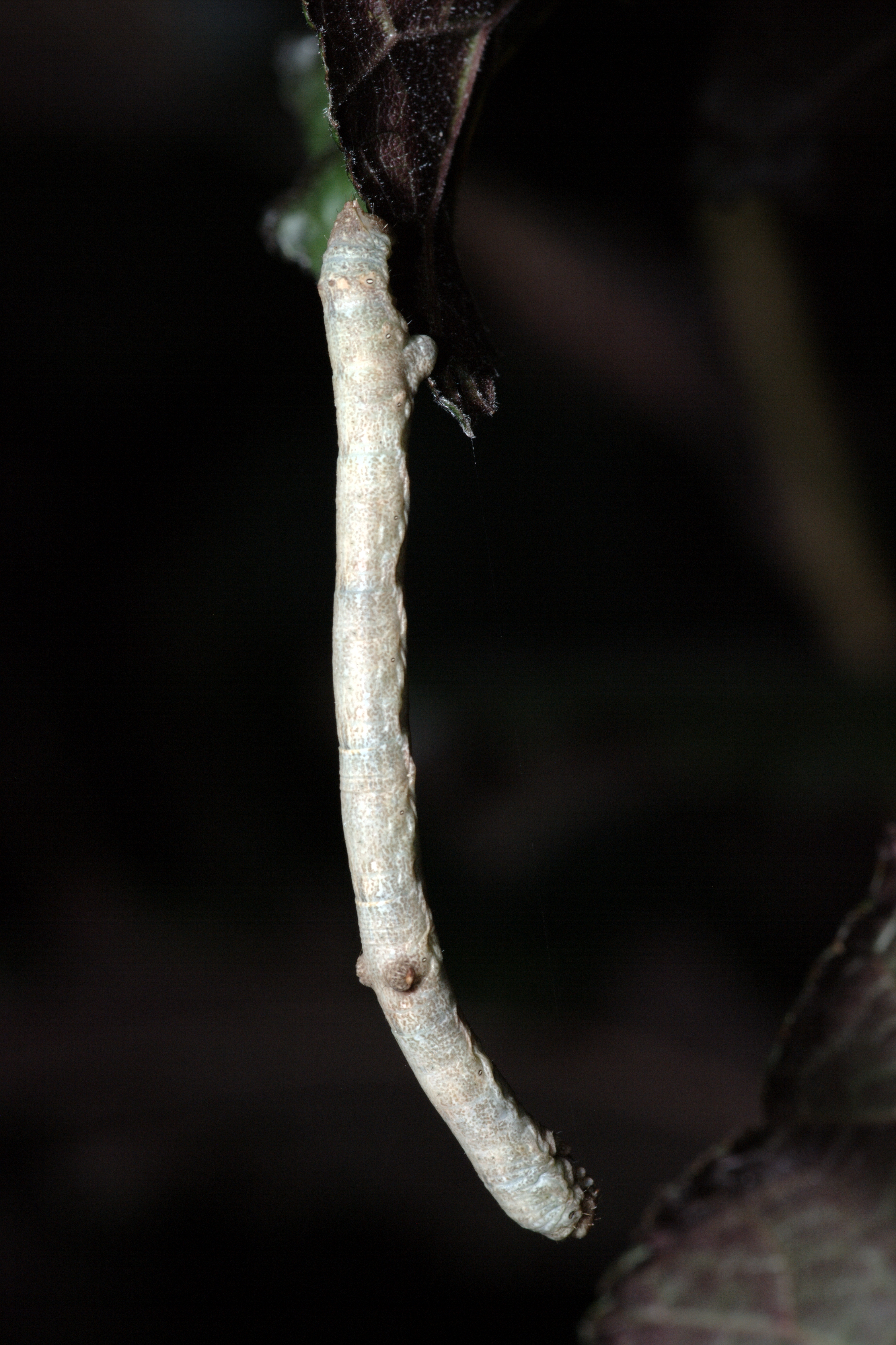
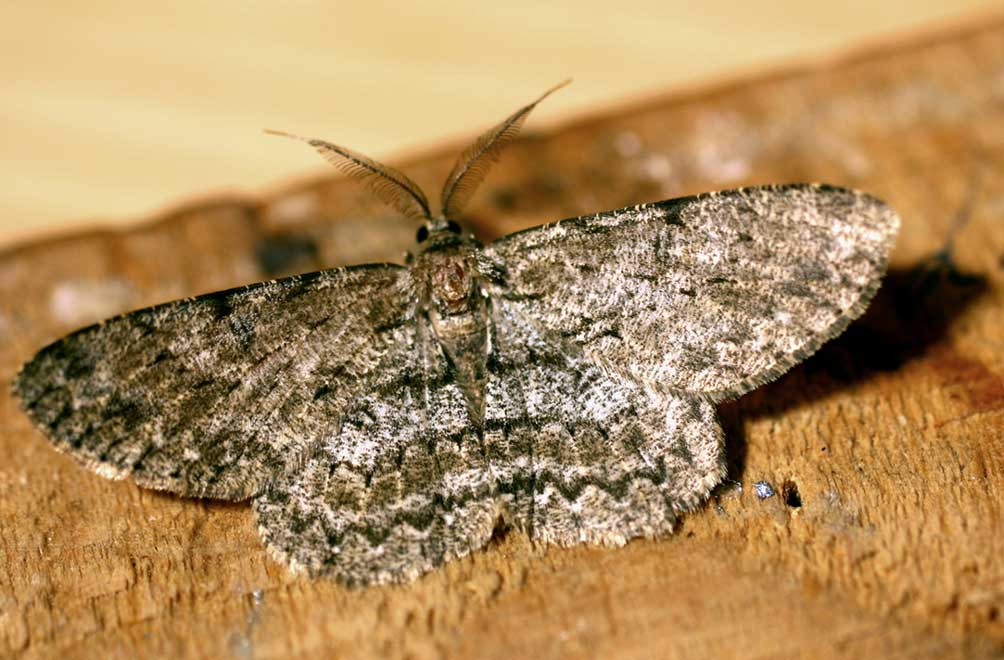
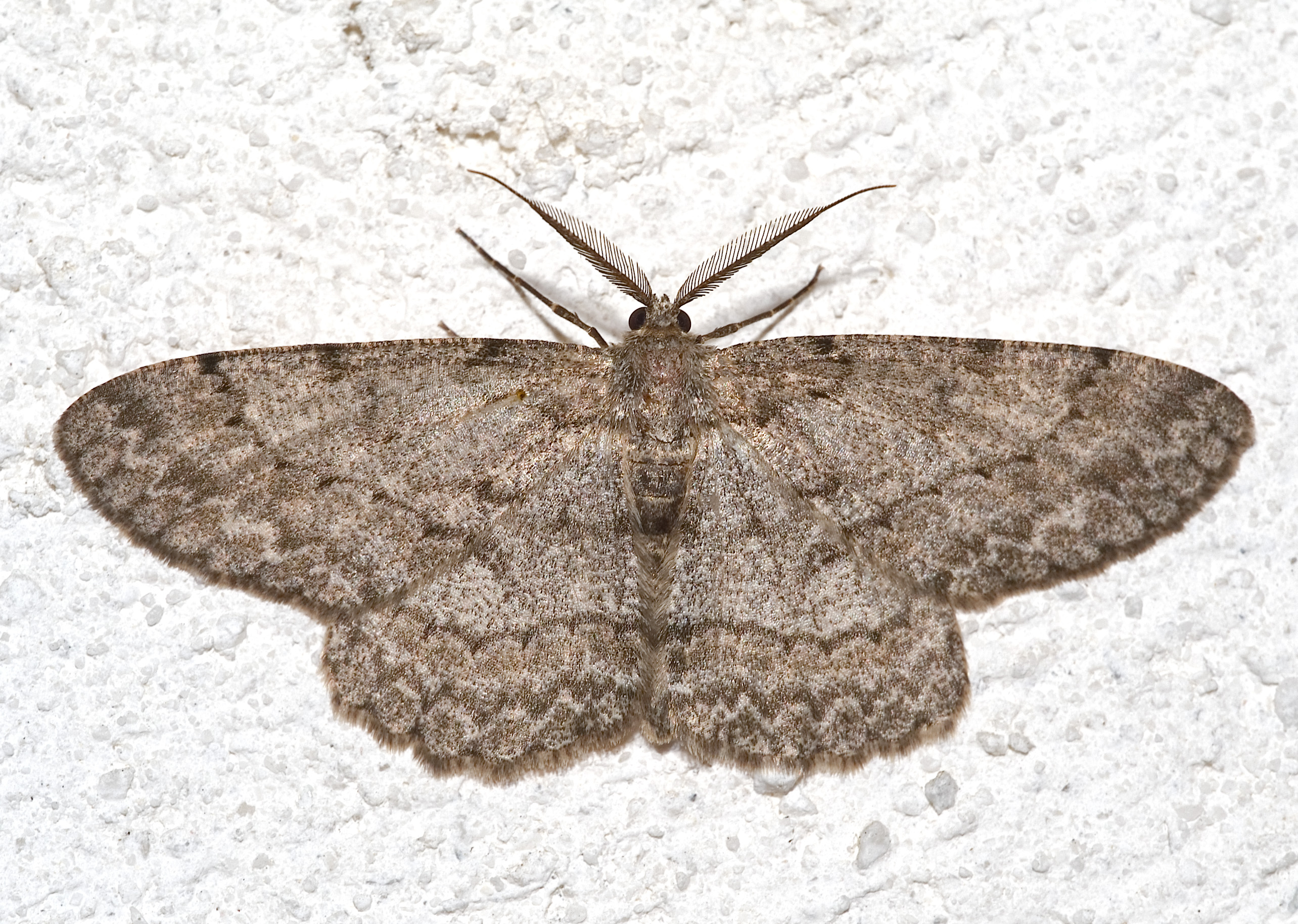
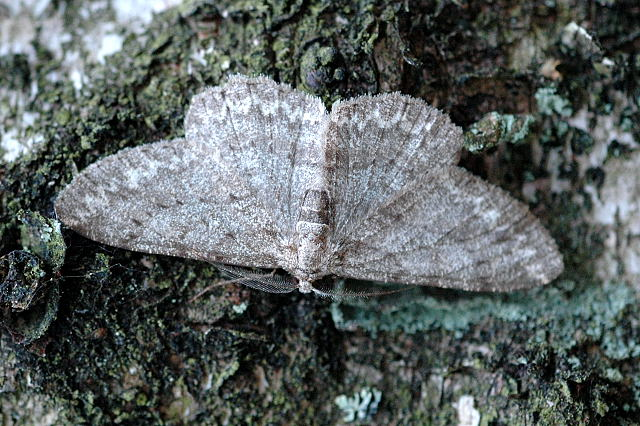